# Le Printemps dans la rue Zaretchnaïa
Pour plus de détails, voir Fiche technique et Distribution.
Le Printemps dans la rue Zaretchnaïa (Весна на Заречной улице, Vesna na Zarechnoy ulitse) est un film soviétique réalisé par Marlen Khoutsiev et Felix Mironer, sorti en 1956.
La chanson-thème du film Kogda vesna pridet (Когда весна придёт) chantée par Nikolaï Rybnikov devient très populaire, elle sera chantée par plusieurs générations de soviétiques.
Deux ans plus tard, un film du même genre sort des mêmes auteurs, La Rue de la Jeunesse, mais rencontre moins de succès.

## Synopsis
La jeune Tatiana Sergueïevna Levtchenko, fraîchement diplômée d'un institut de pédagogie, arrive dans une ville où se trouvent plusieurs usines métallurgiques. Elle est affectée comme enseignante de langue et de littérature russes aux cours du soir de la jeunesse ouvrière, auxquels assistent de jeunes hommes et jeunes femmes qui travaillent le reste du temps dans les usines de la ville. Il n'y a pas de grande différence d'âge entre elle et ses élèves. L'un d'eux, le fondeur d'acier Alexandre Savtchenko, tombe rapidement amoureux de son enseignante. Mais malgré la proximité d'âge, beaucoup de choses les séparent: la différence des rôles, celui de l'enseignante et celui de l'élève, mais aussi un bagage culturel inégal (elle connaît les classiques de la littérature russe, écoute Rachmaninov, maîtrise la grammaire et l'orthographe, alors que lui s'ennuie à l'écoute de Rachmaninov, ne sait pas qui est Alexandre Blok et écrit en faisant des fautes de grammaire...). Le film raconte comment ils vont parvenir à dépasser ces différences.

## Fiche technique
- Titre original : Весна на Заречной улице, Vesna na Zaretchnoï oulitse
- Titre français : Le Printemps dans la rue Zaretchnaïa
- Réalisation : Marlen Khoutsiev et Felix Mironer
- Scénario : Felix Mironer
- Directeur de la photographie : Piotr Todorovski, Radomir Vassilevski
- Texte de la chanson-thème : Alekseï Fatianov
- Musique : Boris Mokrousov
- Pays d'origine : URSS
- Format : Noir et blanc - 35 mm - 1,37:1 - Mono
- Genre : romance
- Durée : 96 minutes
- Date de sortie : 1956

## Distribution
- Nina Ivanova : Tatiana Levtchenko
- Nikolaï Rybnikov : Sacha Savtchenko
- Vladimir Gouliaev : Ioura
- Valentina Pougatchiova : Zina
- Guennadi Ioukhtine : Kroutchenkov
- Rimma Chorokhova : Alia
- Nikolaï Klioutchnev : Fedia
- Marina Gavrilko : Maria Gavrilovna
- Youri Belov : Ichtchenko
- Valentin Bryleev : Ivan Migoulko

## Production
Diplômé de l'Institut national de la cinématographie en 1952, Marlen Khoutsiev devient réalisateur aux Studio d'Odessa. Le Printemps dans la rue Zaretchnaïa est son premier long métrage. Le tournage débute en 1953. La plus grande partie des scènes du film est tournée à Zaporijjia (en russe Zaporojié), alors en République socialiste soviétique d'Ukraine. Quelques scènes sont tournées à Odessa. 

## Chansons
| Traduction                                                    | Titre original                                  | Titre translittéré                              | Interprète         |
| ------------------------------------------------------------- | ----------------------------------------------- | ----------------------------------------------- | ------------------ |
| Quand le printemps viendra, je ne sais pas                    | «Когда весна придёт, не знаю»                   | Kogda vesna pridyot, ne znayu                   | Nikolaï Rybnikov   |
| Valse scolaire                                                | «Школьный вальс»                                | Shkol'nyi val's                                 | Vladimir Bunchikov |
| La chanson de Youra (Tout dans ma vie se passe en douceur...) | «Песня Юры (У меня идёт всё в жизни гладко...)» | Pesnya Yury (U menya idyot vsyo v zhizni gladko | Vladimir Gouliaev  |